# Ваздушни удари близу Горажда 1994.
Ваздушни удари близу Горажда били су серија НАТО акција под окриљем операције Спречити лет за заустављање српске офанзиве на Горажде током операције Звезда 94. Као резултат тога, српско командно место је погођено америчким авионима, док је на страни НАТО-а оборен британски ловац, а француски ударни авион је оштећен. На земљи је један британски војник Специјалне ваздушне службе погинуо, а други рањен, док је 150 војника УНПРОФОР-а отето као таоце. На крају, НАТО је био принуђен да обустави ваздушне операције изнад Горажда и Срби су пристали да зауставе офанзиву на том подручју.

## Позадина
Заштитне снаге Уједињених нација (УНПРОФОР) су 12. марта упутиле свој први захтев за ваздушну подршку НАТО-а, али блиска ваздушна подршка није распоређена због бројних кашњења повезаних са процесом одобравања. Дана 6. априла ВРС је започела операцију Звезда 94 потискујући АРБиХ и приближавајући се Горажду. Дана 10. и 11. априла 1994. УНПРОФОР је позвао на ваздушне нападе да би заштитио сигурну зону Горажда, што је резултирало бомбардовањем војне командне испоставе Срба у близини Горажда од стране два америчка авиона Ф-16.

## Кампања
Два америчка авиона Ф-16 бомбардовала су српску војну испоставу у близини Горажда 10. априла. Ово је био први пут у историји НАТО-а да је напао копнене циљеве авионима. ВРС је на тренутак зауставила офанзиву. Као реакција на напад НАТО-а, ВРС је 14. априла узела 150 припадника УН за таоце. И поред сада теже ситуације услед притиска НАТО-а, ВРС наставља да пробија бошњачке линије и стиже до првих кућа у граду Горажду, где почињу градске борбе. Српски борци стижу на само 300 метара од болнице у Горажду. ВРС добија посебан подстицај у моралу након што је погодила два НАТО авиона. Прво, 15. априла, погођен је и оштећен француски Супер Етендард у мисији фото-извиђања, а следећег дана је оборен британски Си Хариер. Обе летелице су погођене ракетама МАНПАДС 9К38 Игла. Такође 15. априла, два британска војника САС-а на терену, који су деловали као контролори ваздуха на линији фронта, нашла су се под јаком српском ватром. Један од њих је убијен, а други рањен.

## Последице
У преговорима са УНПРОФОР-ом 18. априла договорено је да Горажде буде демилитаризована зона, чиме је окончана офанзива ВРС.